# Saline County (Illinois)
Das Saline County ist ein County im US-amerikanischen Bundesstaat Illinois. Im Jahr 2010 hatte das County 24.913 Einwohner und eine Bevölkerungsdichte von 25,1 Einwohnern pro Quadratkilometer. Der Verwaltungssitz (County Seat) ist Harrisburg.

## Geografie
Das County liegt im Süden von Illinois, etwa 60 Kilometer nördlich des Ohio River, der die Grenze zu Kentucky bildet. Das Saline County hat eine Fläche von 1002 Quadratkilometern, wovon zehn Quadratkilometer Wasserfläche sind. Auf dem Gebiet des Saline County vereinigen sich beide Quellflüsse des Saline River, einem Nebenfluss des Ohio. An das Saline County grenzen folgende Nachbarcountys:
| Franklin County   | Hamilton County | White County    |
| Williamson County |                 | Gallatin County |
| Johnson County    | Pope County     | Hardin County   |

## Wirtschaft
Die Erforschung der vorhandenen Bodenschätze und speziell der Kohleabbau bilden den größten Teil der Arbeitsplätze. Im Saline County ist u. a. die Galatia Mine angesiedelt, welche nach Industriestandards die größte Untertage-Mine in Illinois ist und allein über 500 Mitarbeiter beschäftigt. Die ebenfalls in der Umgebung angesiedelten Zuliefer- und Dienstleistungsbetriebe sorgen nochmals für etwa 500 Arbeitsplätze.

## Geschichte
Saline County wurde als 99. County am 25. Februar 1847 aus dem Gallatin County gebildet. Benannt wurde es nach den in dieser Gegend vorkommenden Salzminen.

## Demografische Daten
Nach der Volkszählung im Jahr 2010 lebten im Saline County 24.913 Menschen in 10.414 Haushalten. Die Bevölkerungsdichte betrug 25,1 Einwohner pro Quadratkilometer. In den 10.414 Haushalten lebten statistisch je 2,33 Personen.
Ethnisch betrachtet setzte sich die Bevölkerung zusammen aus 93,0 Prozent Weißen, 4,3 Prozent Afroamerikanern, 0,4 Prozent amerikanischen Ureinwohnern, 0,5 Prozent Asiaten, 0,1 Prozent Polynesiern sowie aus anderen ethnischen Gruppen; 1,7 Prozent stammten von zwei oder mehr Ethnien ab. Unabhängig von der ethnischen Zugehörigkeit waren 1,6 Prozent der Bevölkerung spanischer oder lateinamerikanischer Abstammung.
22,8 Prozent der Bevölkerung waren unter 18 Jahre alt, 59,7 Prozent waren zwischen 18 und 64 und 18,5 Prozent waren 65 Jahre oder älter. 51,1 Prozent der Bevölkerung war weiblich.

Das jährliche Durchschnittseinkommen eines Haushalts lag bei 36.083 USD. Das Pro-Kopf-Einkommen betrug 21.626 USD. 17,0 Prozent der Einwohner lebten unterhalb der Armutsgrenze.

## Ortschaften im Saline County
Citys
- Eldorado
- Harrisburg

Villages
| - Carrier Mills - Galatia - Muddy | - Raleigh - Stonefort1 |

Unincorporated Communities
| - Banklick - Cornersville - Cottage Grove - Delta - Derby - Dorris Heights - Dorrisville | - Eagle - Garden Heights - Gaskins City - Harco - Hartford - Horseshoe - Lakeview | - Ledford - Liberty - Little Italy - Little Ridge - Little Saline Grove - Long Branch - Mitchellsville | - Newcastle - New Hope - Old Town - Pankeyville - Rileyville - Rudement - Saline City | - Somerset - Texas City - Tison - Wasson - West End |

1 – teilweise im Williamson County

Der Ort Beulah Heights ist im Jahr 1946 nach Eldorado eingemeindet worden.

## Gliederung
Das Saline County ist in 13 Townships eingeteilt:
| Township               | Einwohner (2010) | FIPS     |
| ---------------------- | ---------------- | -------- |
| Brushy Township        | 766              | 17-09122 |
| Carrier Mills Township | 2.322            | 17-11404 |
| Cottage Township       | 219              | 17-16535 |
| East Eldorado Township | 5.906            | 17-21709 |
| Galatia Township       | 1.230            | 17-28274 |
| Harrisburg Township    | 10.790           | 17-33149 |
| Independence Township  | 1.118            | 17-37205 |

| Township             | Einwohner (2010) | FIPS     |
| -------------------- | ---------------- | -------- |
| Long Branch Township | 248              | 17-44485 |
| Mountain Township    | 357              | 17-50803 |
| Raleigh Township     | 1.186            | 17-62601 |
| Rector Township      | 65               | 17-63030 |
| Stonefort Township   | 408              | 17-72897 |
| Tate Township        | 298              | 17-74509 |
|                      |                  |          |